# Heterillina
Heterinillina es un género de foraminífero bentónico de la subfamilia Hauerininae, de la familia Hauerinidae, de la superfamilia Milioloidea, del suborden Miliolina y del orden Miliolida. Su especie tipo es Heterillina guespellensis. Su rango cronoestratigráfico abarca desde el Luteciense (Eoceno medio) hasta el Oligoceno.

## Clasificación
Heterillina incluye a las siguientes especies:
- Heterillina carinata †
- Heterillina guespellensis †
- Heterillina hensoni †
- Heterillina jacksonensis †
- Heterillina tongriensis †